# Autoroute M4 (Syrie)
L'autoroute M4 est une autoroute du nord-ouest de la Syrie, qui est parallèle à sa frontière nord avec la Turquie.
La M4 s'étend de la ville côtière de Lattaquié à Saraqib, où elle croise la « route internationale » M5.   Elle relie également Arihah et Jisr al-Shughur. Sa longueur est de 120 km. En supposant qu'elle partage 60 km avec la M5, elle arrive jusqu'à Alep, et de là, elle a été élargie comme une autoroute à deux voies qui continue plus à l'est jusqu'à la frontière irakienne, atteignant finalement sa destination à Mossoul.
En octobre 2019, l'autoroute est devenue une zone de guerre, alors que les forces rebelles syriennes soutenues par la Turquie ont avancé dans la région de Rojava qui est contrôlée par les Kurdes. Des civils ont été tués près de l'autoroute.   Les médias turcs ont également rapporté que l'objectif de l'offensive turque de 2019 dans le nord-est de la Syrie était d'atteindre l'autoroute M4 dans l'occupation turque du nord de la Syrie. 
Le 25 mai 2020, l'autoroute a été rouverte pour la première fois depuis octobre 2019 dans le nord-est de la Syrie, après une médiation russe pour rouvrir des parties de la route capturées l'année dernière par des combattants de l'opposition soutenus par la Turquie. 
Plus récemment, au cours de l'offensive au nord-ouest de la Syrie, la M4 a joué un rôle majeur dans le cadre des affrontements entre forces anti-Assad et les troupes syriennes.